# アーサー・リー・ディクソン
アーサー・リー・ディクソン（英: Arthur Lee Dixon、1867年11月27日 — 1955年2月20日
、FRS ）は、イギリスの数学者、オックスフォード大学のウェインフリート純粋数学教授。

## 生い立ちと教育
1867年11月27日、ノースライディング・オブ・ヨークシャーのピカリンクでG.T. ディクソンの息子として生まれた。兄にアルフレッド・カーデュー・ディクソンがいる。1879年から1885年まで、キングズウッドスクールで学び、数学を研究するために学者としてウスター・カレッジに入学した。

## 経歴
1891年、マートン・カレッジのフェローに選出され、1922年にウェインフリート純粋数学教授になった。
彼の研究は代数学とその幾何学,楕円函数,超楕円関数への応用に焦点を当てている。1908年以降の一連の論文では代数的消去について発表した。またW. L. フェラー（Ferrar）と解析的整数論に関する12つの論文を発表した。
ディクソンはオックスフォード大学で最後にテニュアを獲得した数学教授だった。彼の数学的発明は特別注目されたわけではないが、多くの論文を執筆した。
1912年、王立協会フェローに選出され1924年にはロンドン数学会会長に就任した。
1955年2月20日没した。

## 私生活
1902年、ディクソンはキャサリン・リーダー（Catherine Rieder）と結婚した。キャサリンはオックスフォードの空気が健康に良くないと感じて、療養のためにポーで過ごしていた。唯一の娘は後にF. J. Badenと結婚した。1930年にキャサリンが没した際、ディクソンは娘夫妻とともにサンドゲートに越し余生を過ごした。